# Buffalo Tom
Buffalo Tom ist eine US-amerikanische Alternative-Rock-Band. Sie wurde 1986 von Bill Janovitz, Tom Maginnis und Chris Colburne in Boston gegründet.
Mit ihrem garagigen und harschen Gitarrensound sind sie neben Dinosaur Jr. ein Vertreter des US-amerikanischen College Rock.

## Geschichte
Das Debütalbum wurde von J. Mascis unter dem Arbeitstitel „Buffalo Tom“ produziert, wovon sich auch der Bandname ableitet und weswegen die Band lange Zeit als kleiner Bruder von Dinosaur Jr. galt bzw. als Dinosaur Jr Jr bezeichnet wurde.
Bis 1992 konnten Buffalo Tom bereits diverse Tourerfolge verzeichnen, unter anderem auch in Europa. Mit dem Wechsel von Beggars Banquet Records zu RCA und dem Album „Let Me Come Over“ stieg das Ansehen der Band nun auch in Fachkreisen. Obwohl insbesondere „Taillights Fade“ als kraftvolle Ballade immer wieder bei verschiedenen Alternative Radiosendern gespielt wurde, blieb der finanzielle Erfolg aus.
Die erfolgreichste Platte der Band war „Sleepy-Eyed“, die in Dreamland, einer umgebauten Kirche in Woodstock, aufgenommen wurde.
Seit Ende der 90er ruht die Arbeit der Band weitgehend. Gelegentlich tritt das Trio bei Livekonzerten auf.
Im Juli 2007 veröffentlichen sie nach fast zehn Jahren das Album "Three Easy Pieces". Vieles von dem, was diese Band charakterisiert, wurde in diesem Album noch einmal zusammengefasst.
Sie traten in der 12. Episode der Serie Willkommen im Leben auf, in der sie ein Konzert gaben und in der ihr Song Late at Night in der Schlussszene als Soundtrack dient.

## Diskografie

### Studioalben
| Jahr | Titel              | Höchstplatzierung, Gesamtwochen, AuszeichnungChartplatzierungen (Jahr, Titel, Platzierungen, Wochen, Auszeichnungen, Anmerkungen) | Höchstplatzierung, Gesamtwochen, AuszeichnungChartplatzierungen (Jahr, Titel, Platzierungen, Wochen, Auszeichnungen, Anmerkungen) | Höchstplatzierung, Gesamtwochen, AuszeichnungChartplatzierungen (Jahr, Titel, Platzierungen, Wochen, Auszeichnungen, Anmerkungen) | Höchstplatzierung, Gesamtwochen, AuszeichnungChartplatzierungen (Jahr, Titel, Platzierungen, Wochen, Auszeichnungen, Anmerkungen) | Höchstplatzierung, Gesamtwochen, AuszeichnungChartplatzierungen (Jahr, Titel, Platzierungen, Wochen, Auszeichnungen, Anmerkungen) | Höchstplatzierung, Gesamtwochen, AuszeichnungChartplatzierungen (Jahr, Titel, Platzierungen, Wochen, Auszeichnungen, Anmerkungen) | Anmerkungen                          |
| Jahr | Titel              | DE | AT | CH | UK | US | NL | Anmerkungen                          |
| ---- | ------------------ | --- | --- | --- | --- | --- | --- | ------------------------------------ |
| 1992 | Let Me Come Over   | — | — | — | UK49 (1 Wo.)UK | — | NL57 (12 Wo.)NL | Erstveröffentlichung: März 1992      |
| 1993 | Big Red Letter Day | — | — | — | UK17 (3 Wo.)UK | US185 (1 Wo.)US | NL47 (22 Wo.)NL | Erstveröffentlichung: September 1993 |
| 1995 | Sleepy Eyed        | DE80 (7 Wo.)DE | — | — | UK31 (2 Wo.)UK | US160 (1 Wo.)US | NL46 (10 Wo.)NL | Erstveröffentlichung: Juli 1995      |
| 2011 | Skins              | — | — | — | — | — | NL85 (1 Wo.)NL | Erstveröffentlichung: März 2011      |

Weitere Alben
- 1988: Buffalo Tom
- 1990: Birdbrain
- 1998: Smitten
- 2000: Asides from Buffalo Tom
- 2002: Besides: A Collection of B-Sides and Rarities
- 2007: Three Easy Pieces
- 2018: Quiet and Peace
- 2024: Jump Rope

### Singles
| Jahr | Titel Album                                          | Höchstplatzierung, Gesamtwochen, AuszeichnungChartplatzierungen (Jahr, Titel, Album, Platzierungen, Wochen, Auszeichnungen, Anmerkungen) | Höchstplatzierung, Gesamtwochen, AuszeichnungChartplatzierungen (Jahr, Titel, Album, Platzierungen, Wochen, Auszeichnungen, Anmerkungen) | Höchstplatzierung, Gesamtwochen, AuszeichnungChartplatzierungen (Jahr, Titel, Album, Platzierungen, Wochen, Auszeichnungen, Anmerkungen) | Höchstplatzierung, Gesamtwochen, AuszeichnungChartplatzierungen (Jahr, Titel, Album, Platzierungen, Wochen, Auszeichnungen, Anmerkungen) | Höchstplatzierung, Gesamtwochen, AuszeichnungChartplatzierungen (Jahr, Titel, Album, Platzierungen, Wochen, Auszeichnungen, Anmerkungen) | Höchstplatzierung, Gesamtwochen, AuszeichnungChartplatzierungen (Jahr, Titel, Album, Platzierungen, Wochen, Auszeichnungen, Anmerkungen) | Anmerkungen                                                           |
| Jahr | Titel Album                                          | DE | AT | CH | UK | US | NL | Anmerkungen                                                           |
| ---- | ---------------------------------------------------- | --- | --- | --- | --- | --- | --- | --------------------------------------------------------------------- |
| 1992 | Taillights Fade Let Me Come Over                     | — | — | — | — | — | NL51 (6 Wo.)NL | Erstveröffentlichung: April 1992                                      |
| 1994 | I’m Allowed Big Red Letter Day                       | — | — | — | UK81 (2 Wo.)UK | — | NL37 (4 Wo.)NL | Erstveröffentlichung: Januar 1994                                     |
| 1995 | Summer Sleepy Eyed                                   | — | — | — | UK91 (1 Wo.)UK | — | — | Erstveröffentlichung: Juni 1995                                       |
| 1998 | Wiser Smitten                                        | — | — | — | UK94 (1 Wo.)UK | — | — | Erstveröffentlichung: September 1998                                  |
| 1999 | Going Underground Fire & Skill: The Songs of the Jam | — | — | — | UK6 (5 Wo.)UK | — | — | Erstveröffentlichung: Oktober 1999 mit Liam Gallagher & Steve Cradock |

Weitere Singles
- 1989: Sunflower Suit
- 1989: Enemy
- 1990: Crawl
- 1990: Birdbrain
- 1991: Fortune Teller
- 1992: Velvet Roof
- 1992: Mineral
- 1993: Sodajerk
- 1993: Treehouse
- 1995: Tangerine
- 1999: Knot In It/Rachael
- 2007: Bad Phone Call
- 2011: Guilty Girls